# Chendo
Chendo, właśc. Miguel Porlán Noguera (ur. 12 października 1961 w Totanie) – hiszpański piłkarz grający na pozycji obrońcy, 26-krotny reprezentant Hiszpanii, przez całą karierę zawodnik Realu Madryt.
W Primera División zadebiutował 11 kwietnia 1982, wchodząc na boisko na ostatnie dwie minuty meczu z CD Castellón; był to jego jedyny mecz w tamtym sezonie. Podobnie był w następnej edycji, kiedy to rozegrał tylko dwa spotkania, gdyż wciąż podstawowym prawym obrońcą Realu Madryt był Juan José. Dzięki jego kontuzjom Chendo trafił na dłużej do pierwszego składu w sezonie 1983/1984 i, zdobywając zaufanie kolejnych trenerów, do końca sezonu 1991/1992 wystąpił w 273 meczach ligowych, wygrywając w tym okresie pięć tytułów mistrza Hiszpanii, a także jeden Puchar Hiszpanii i dwa Puchary UEFA.
W następnych sezonach grał rzadziej, zazwyczaj po kilkanaście meczów ligowych (wyjątkowo w sezonie 1995/1996 26 meczów), a w ostatnim w karierze, 1997/1998, tylko cztery, a także jeden w Lidze Mistrzów, którą tamtego roku Real Madryt wygrał.
Jako reprezentant Hiszpanii był członkiem kadry narodowej na Mistrzostwa Świata 1986 i 1990.